# Handball-Verband Berlin
Der Handball-Verband Berlin e. V. (HVB) ist einer der 22 Landesverbände des Deutschen Handballbundes (DHB).
Die Gründungsversammlung des Handball-Verbandes Berlin fand am 11. November 1949 im Norden-Nordwest-Casino statt. Zum 1. Vorsitzenden wurde Kurt Dräger (BSC Rehberge) gewählt. Er blieb bis zu seinem Tod im Dezember 1963 im Amt. Bis zum Abschluss der Saison 1951/52 gab es einen gemeinsamen Spielbetrieb für die Vereine aus dem Westteil und dem Ostteil der Stadt. Drägers Nachfolger im Amt des Vorsitzenden war Ernst Zuberbier (1964–1971), ihm folgten Wolfgang Krüger (1971–1994) und Henning Opitz (1994–2012).
Heute zählt der Handball-Verband Berlin etwa 12.000 Mitglieder. Präsident ist seit April 2012 Thomas Ludewig. Höchstklassiger Verein sind bei den Männern die Füchse Berlin, die in der Bundesliga spielen.